# 牧ヒデアキ
牧 ヒデアキ（まき ひであき、1971年 - ）は、日本の建築家、写真家。愛知県生まれ。愛知県立西尾高等学校卒業、愛知県立芸術大学大学院修了。
2009年 写真家 雜賀雄二 ワークショップ参加。
写真家として、日常に潜む、自然と人工素材の関係、時代と人間の行為、日常と非日常の境界を、写真であぶり出す試み・表現を模索し続けている。
「スケールと幻想」にて2016キヤノン写真新世紀佳作を受賞。
「浴槽というモノリス」写真集にて第53回造本装幀コンクール日本印刷産業連合会会長賞を受賞。

## 作品リスト
- 「浴槽というモノリス」
- 「スケールと幻想」
- 「透明バリア」

## 個展
- 「Re-Bath」牧ヒデアキ写真展（2014年/東京・新宿・四谷　ギャラリー・ニエプス）
- 「2016 牧ヒデアキ写真展」（2016年/東京・恵比寿　ABG　アメリカ橋ギャラリー）
- OLD/NEW「浴槽というモノリス」 牧ヒデアキ写真展（2019年/東京・吉祥寺　一日）
- 2019「浴槽というモノリス」 牧ヒデアキ写真展（2019年/東京・新宿ゴールデン街　nagune）

## 写真集
- 「浴槽というモノリス」写真集（2018年）ISBN 978-4-9910190-1-2

- 「透明バリア」写真集(2020年)  ISBN 978-4-9910190-3-6